# アルシエティナ水道
アルシエティナ水道（ラテン語: Aqua Alsietina）は古代ローマの水道（ローマ水道）で、テヴェレ川右岸側の2つのローマ水道のうち、最も古い方である。アウグスタ水道（ラテン語: Aqua Augusta）と呼ばれることもある。
アルシエティナ水道はローマの北西約40kmにあるブラッチャーノ湖周辺の地域が水源で、紀元前2年頃に初代皇帝アウグストゥスによって造られた。ローマ水道の技術書の著者でありローマ水道長官でもあったフロンティヌスによれば、水道の全長は32.814km（22.172ローマ・マイル）で、そのうち0.529km（0.358ローマ・マイル）が水道橋上の導水渠で、残りは地下の導水渠で構成されていた
。水量は15,680m3/日（392クイナリア）で、給水範囲はテヴェレ川右岸のみが対象であった。水質は飲用に適さず、主に模擬海戦を行うためのナウマキア・アウグスティへの給水と、灌水などの目的で使われた。
なお、中世に修復されパオラ水道と名を変えて現在まで存続している水道施設は、アルシエティナ水道ではなく、トライアーナ水道の施設である。

## 導水渠の経路

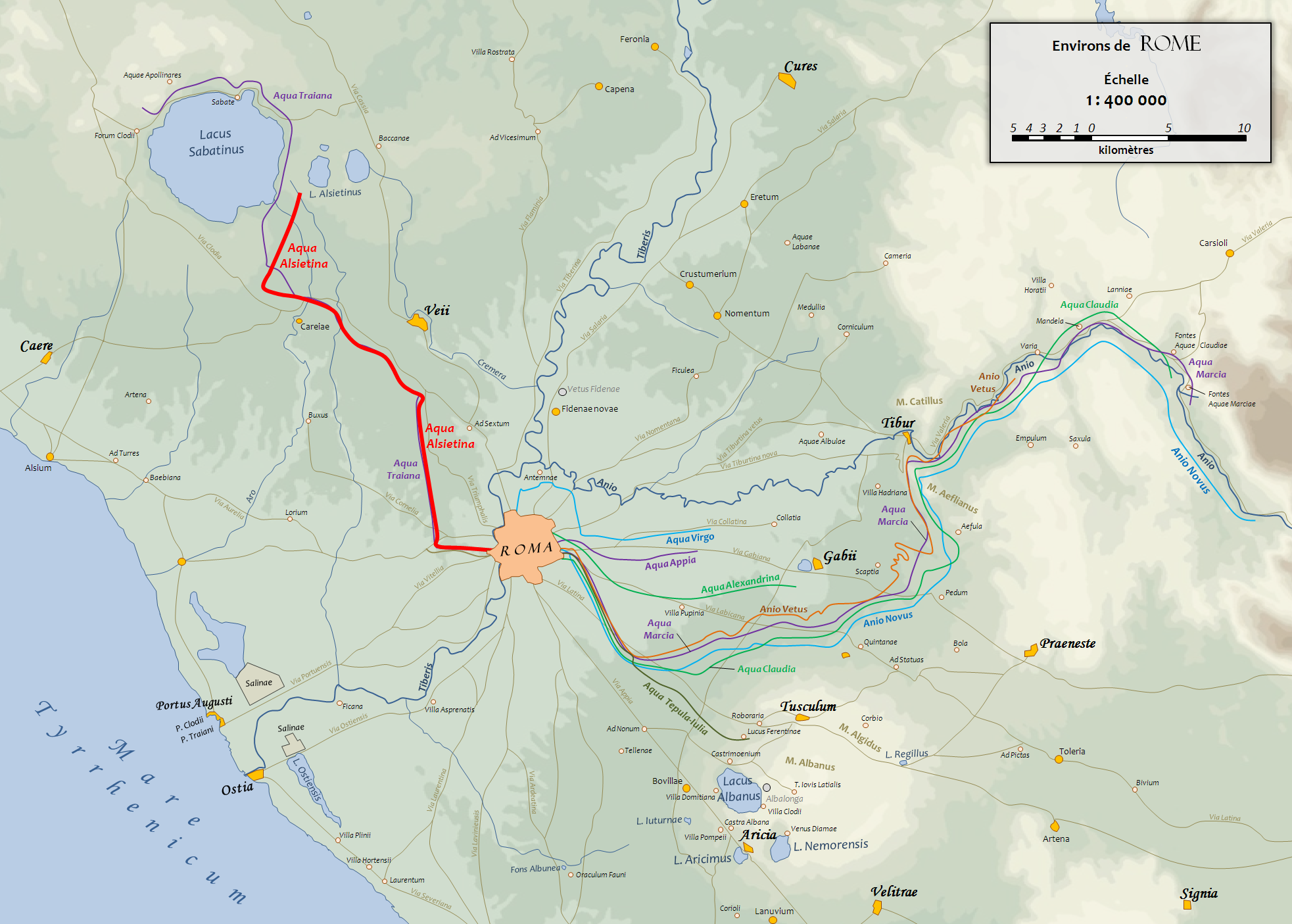
アルシエティナ水道の水源からの経路（赤線）

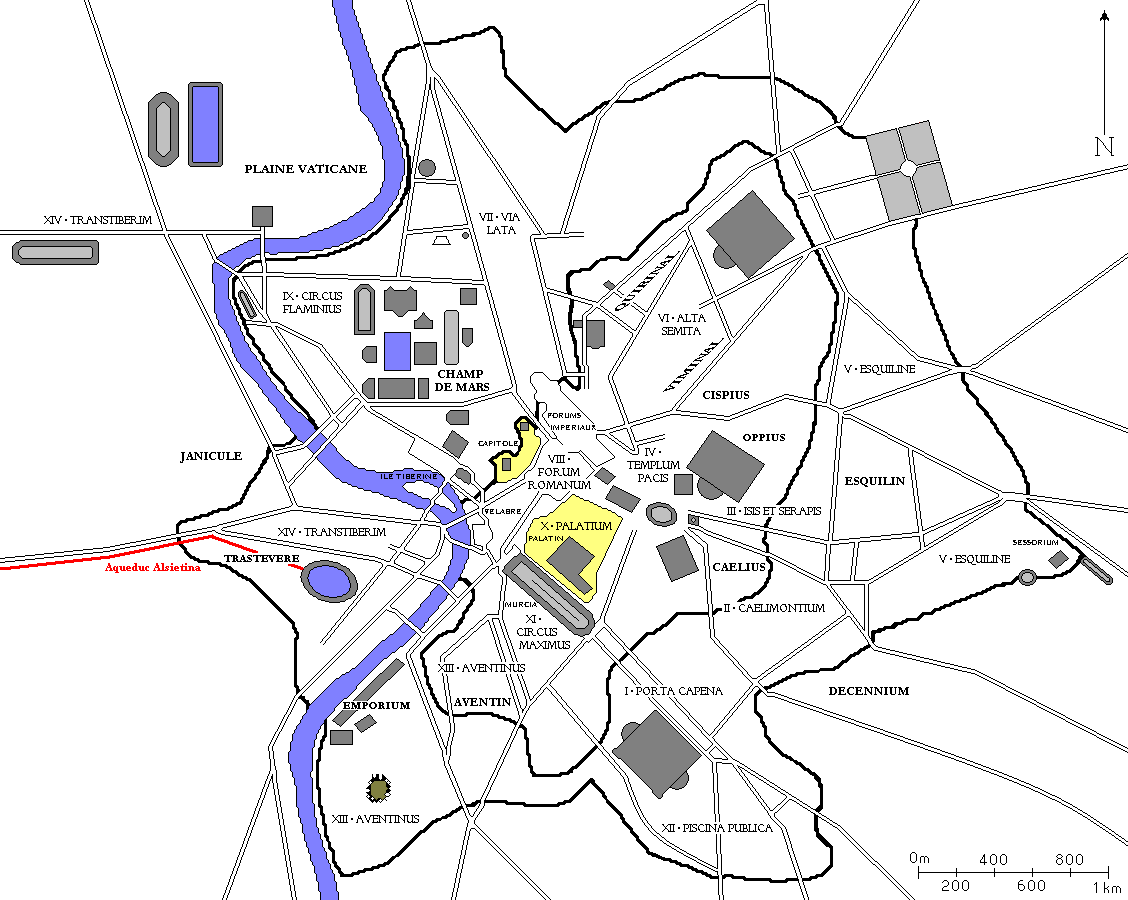
アルシエティナ水道のローマ市内における経路（赤線）